# 夏婉常
夏婉常（？—1358年），元朝女性人物，富州（今江西省丰城市）人，李宗颐的妻子。 
夏婉常出身儒学家庭。至正十八年（1358年），陈友谅攻打龙兴路（今江西省南昌市），将城池攻陷。夏婉常与女儿藏在居所后面的花园中，陈友谅士兵到达她家，她挟自己的女儿一起投井而死。